# Sola scriptura
Со́ла скрипту́ра (лат. Sola scriptura — «только писание») — протестантская теологическая доктрина, один из важнейших тезисов Реформации XVI века.

## Значение
Тезис характеризует отношение христиан-протестантов к Библии как единственному источнику вероучения, соответствием которому определяют истинность церковного Предания и современных христианских сочинений. В основе протестантизма лежит представление, что люди должны налаживать личные отношения с Богом и Иисусом. Для этого и мужчинам,
и женщинам нужно было самостоятельно читать и толковать Библию, а не полагаться на священников или Церковь, как таковую.  Принцип означал, что во-первых, каждый должен был научиться читать и во-вторых, Библию пришлось переводить на местные языки.

## В лютеранстве

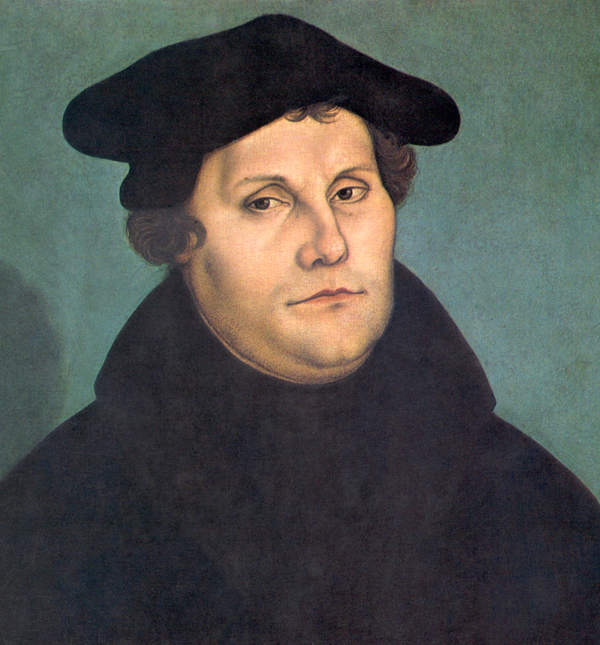
Sola scriptura была одним из основных теологических верований, которые Мартин Лютер провозгласил против Католической церкви во время протестантской Реформации

В лютеранстве в качестве вероучительного документа принята Книга Согласия, которая содержит Формулу согласия, начинающуюся со слов:
Веруем, учим и исповедуем, что единственным и абсолютным правилом и стандартом, согласно которому должны оцениваться все догматы и все учителя, являются только пророческие и апостольские Писания Ветхого и Нового Заветов, как сказано в Пс.(118:105): “Слово Твоё — светильник ноге моей и свет стезе моей”. И как говорит Св.Павел: “Но если бы даже... Ангел с неба стал благовествовать вам не то, что мы благовествовали вам, да будет анафема” (Гал.1:8). Другие же писания древних или современных учителей, кем бы они ни были созданы, не должны расцениваться как равные Святым Писаниям, но все они вместе взятые должны быть подчинены им и не могут приниматься иначе или более чем свидетельства [показывающие], как и где это [истинное] пророческое и апостольское учение сохранялось после апостольских времён
Лютеранский автор Роберт Пройз из ЛЦМС назвал Sola Scriptura «своеобразным паролем для всякого истинного лютеранина, будь он пастором или прихожанином».

## Prima scriptura
Sola scriptura можно противопоставить Prima scriptura, доктрине, утверждающей, что Священное Писание является «первым» или «выше всех» других источников божественного откровения. Двумя христианскими конфессиями, поддерживающими положение Prima scriptura, являются англиканство и методизм.